# Mayerlis Angarita Robles

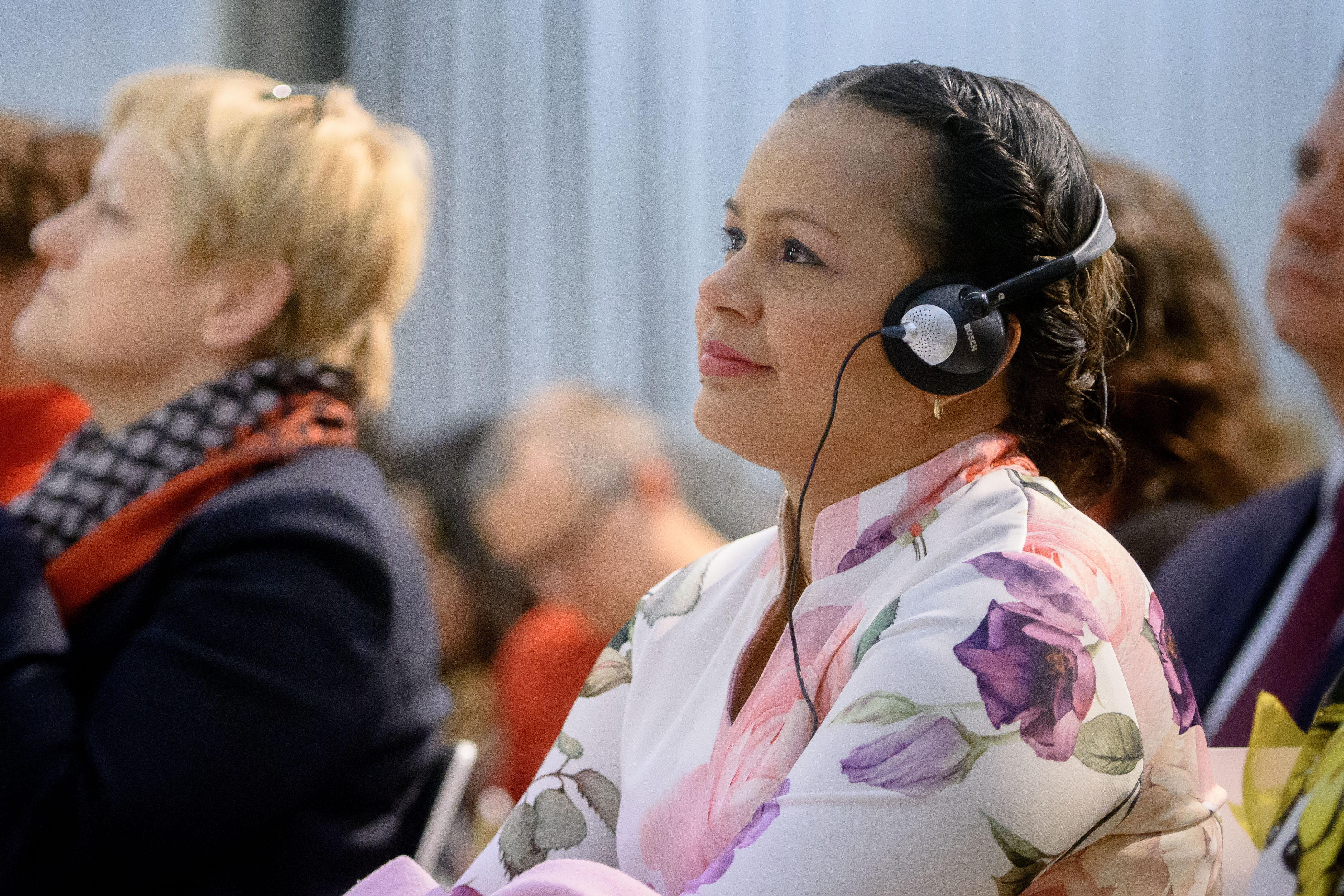
Mayerlis Angarita Robles 2018

Mayerlis Angarita Robles (geboren in San Juan Nepomuceno) ist eine kolumbianische Menschenrechtsaktivistin und Gründerin und Sprecherin des Frauenkollektivs Narrar para Vivir (deutsch:Erzählen um zu leben) sowie Mitglied eines Genderberatungsausschusses für die Gesetzgebung in Kolumbien. 2018 wurde Mayerlis Angarita Robles gemeinsam mit Jineth Bedoya Lima für ihren Einsatz für Frauenrechte und friedliche Konfliktlösungen in Kolumbien mit dem Anne-Klein-Frauenpreis der Heinrich-Böll-Stiftung ausgezeichnet. 2021 wurde ihr der International Women of Courage Award verliehen.

## Leben und Werk
Mayerlis Angarita Robles ist als Opfervertreterin im Gebiet Montes de María in den Departements Bolívar und Sucre aktiv. Sie selbst verlor ihre Mutter im Krieg, ihre Familie wurde von paramilitärischen Einheiten vertrieben. Sie schloss sich jung der Redepaz an, einem nationalen Netzwerk von Bürgerinitiativen für den Frieden und gegen den Krieg. Im Jahr 2000 gründete sie gemeinsam mit Eleida Leiva und Katrin Martínez die Organisation Narrar para Vivir, ein Frauenkollektiv, das versucht die Kriegsfolgen durch das Erzählen von Geschichten und Arbeit in den Gemeinden des Gebietes zu bewältigen und Frauen zu mehr Autonomie zu verhelfen. Narrar para Vivir setzt nicht nur auf die kathartische, heilende Kraft des Erzählens, sondern unterrichtet Frauen in einer mobilen Schule und schuf Arbeitsplätze in einer Bekleidungsfirma und einem Viehzuchtbetrieb. 2018 gehörten 840 Frauen dem Netzwerk an.
In ihrer beraterischen Tätigkeit in der Legislative setzte Mayerlis Angarita Robles sich für die Stärkung von Rechten der Opfer des bewaffneten Konflikts bei. Sie war an den Friedensverhandlungen in Havanna beteiligt und engagiert sich für die Umsetzung des dort ausgehandelten Friedensvertrags.
Mayerlis Angarita Robles ist für ihre Tätigkeit massiven Anfeindungen und Gefahren ausgesetzt, es gab zwei Mordanschläge auf sie. Der zweite Anschlag, dem sie körperlich unverletzt entkam, erfolgte 2015 trotz Personenschutz, als sie Bürgermeisterkandidatin für San Juan Nepomuceno war.